# Перша баронська війна
Перша баронська війна (англ. First Barons War) — громадянська війна в Англії в 1215—1217 між королем Іоанном Безземельним і його баронами, привела до його поразки та підписання Хартії вольностей Магна Карта.